# Estrada do Coco

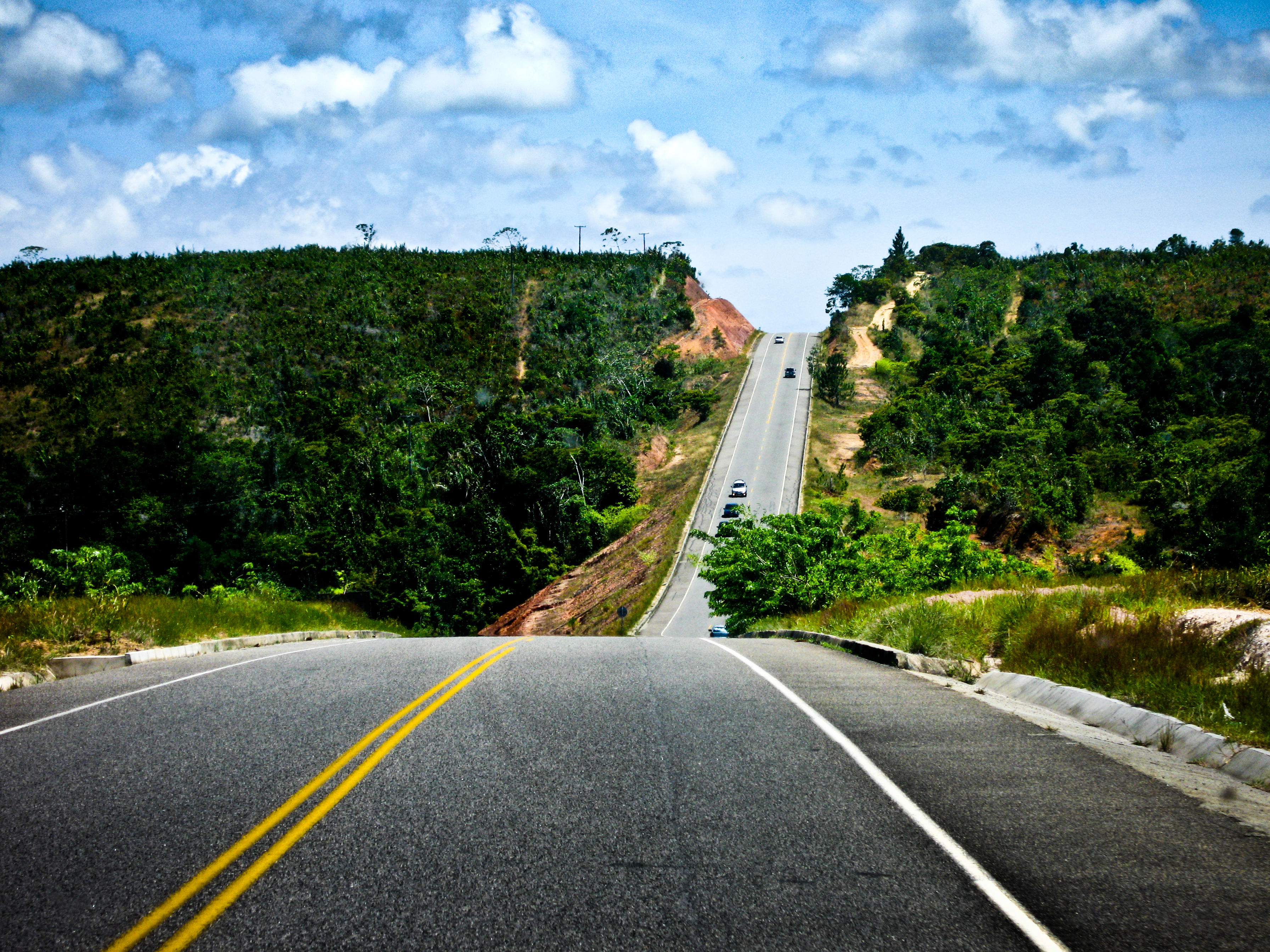
Die Estrada do Coco im Bezirk Entre Rios.

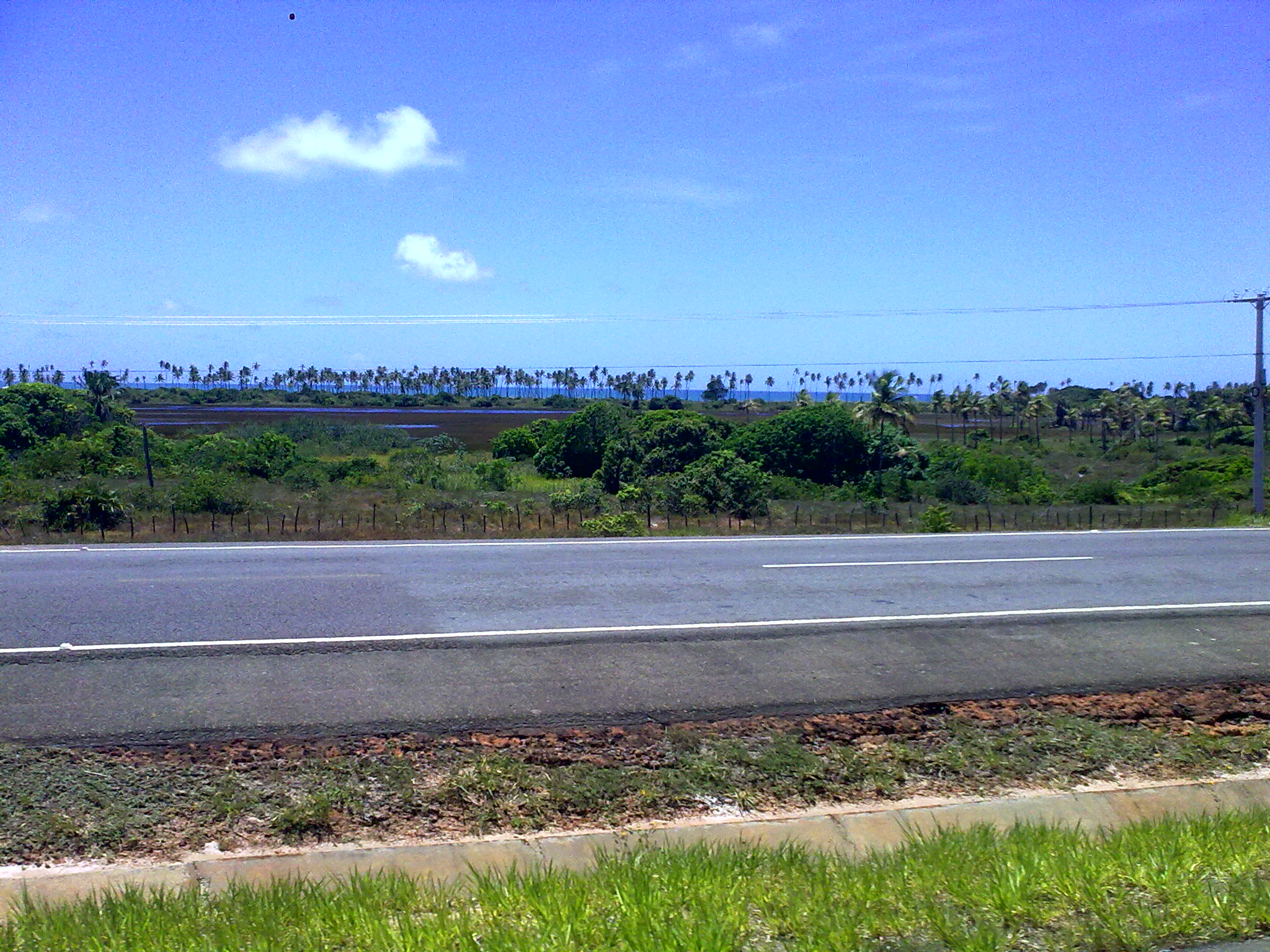
Die Estrada do Coco im Bezirk Amaçari in der Nähe von Guarajuba.

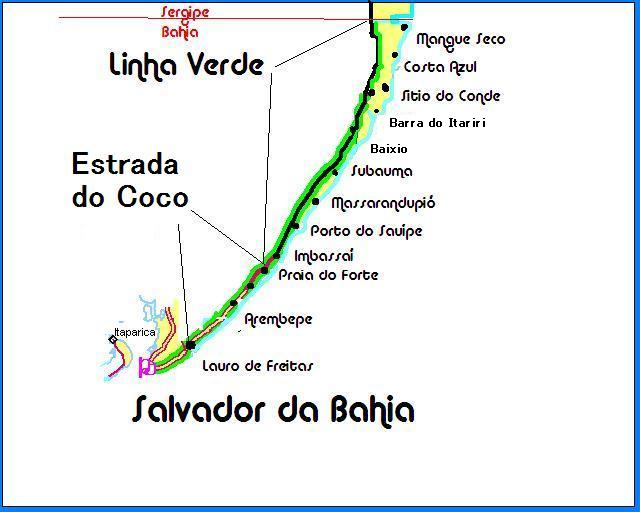
Verlauf der Estrada do Coco / Linha Verde.

Die Estrada do Coco (dt. Kokos-Straße) ist eine Fernstraße im Bundesstaat Bahia in Brasilien. Sie verläuft nördlich von Salvador da Bahia entlang der Atlantikküste gesäumt von vielen Plantagen mit Kokospalmen. Seit dem Jahr 2000 wird sie von CLN (Concessionária Litoral Norte) betrieben. Als Estrada do Coco wird das südliche Teilstück der Staatsstraße BA-099 zwischen Lauro de Freitas beim internationalen Flughafen Salvador und Praia do Forte bezeichnet. Das anschließende nördliche Teilstück der BA-099, die Linha Verde (dt. grüne Linie), erstreckt sich bis zur Grenze zum Bundesstaat Sergipe. Die Gesamtlänge der Bundesstraße BA-099 beträgt 217 km.

## Mautpflicht
Die Estrada do Coco ist mautpflichtig. Die Maut lässt sich aber auf beiden Seiten mit einem Umweg umfahren. Für einen PKW werden an Werktagen 4,60 Reais berechnet, an Samstagen, Sonn- und Feiertagen 6,90 Reais. Über die Maut werden auch Pannendienste finanziert, für welche entlang der Straße im Abstand von 2 km Notrufsäulen installiert sind. Sollte das Fahrzeug auf der von CLN betriebenen Strecke (ab km 4) einen Defekt haben, so wird dieser sofern möglich vor Ort behoben oder das Fahrzeug wird kostenfrei abgeschleppt. 